# Ареф’єво (Ковернинський район)
Ареф’єво (рос. Арефьево) — присілок в Ковернинському районі Нижньогородської області Російської Федерації.
Населення становить 32 особи. Входить до складу муніципального утворення Хохломська сільрада.

## Історія
Від 2009 року входить до складу муніципального утворення Хохломська сільрада.

## Населення
| 2002 | 2010 |
| ---- | ---- |
| 37   | ↘32  |